# Lliga llatina
| Lliga Llatina      | | |
|                    | | |
| Informació         | | |
| localització       | Latium Vechio | Latium Vechio |
| Fundada:           | segle viii aC | segle viii aC |
| Refundació :       | foedus Cassianum, 493 aC | foedus Cassianum, 493 aC |
| Desestabilitzada : | 338 aC | 338 aC |
| Membres:           | Alba Longa, Antemnae, Ardea, Arícia Babento, Bovillae, Cabum, Cora, Carvento, Circei, Corioli, Corbione, Fidenae, Fortinea, Gabii, Labici, Lanúvium, Lavínium, Laurèntum, Nomentum, Norba, Praeneste, Pèdum, Querquetulum, Satricum, Scaptia, Setia, Tellenae, Tibur, Tusculum, Tolerium, Velletri. | Alba Longa, Antemnae, Ardea, Arícia Babento, Bovillae, Cabum, Cora, Carvento, Circei, Corioli, Corbione, Fidenae, Fortinea, Gabii, Labici, Lanúvium, Lavínium, Laurèntum, Nomentum, Norba, Praeneste, Pèdum, Querquetulum, Satricum, Scaptia, Setia, Tellenae, Tibur, Tusculum, Tolerium, Velletri. |

La Lliga llatina (en llatí, Foedus Latinum) fou una confederació de ciutats llatines, que ocupaven el territori anomenat Latium. Dins d'aquestes ciutats estava Roma, que llavors era una petita ciutat estat governada per reis. L'objectiu principal era fer-se costat en els possibles atacs d'altres tribus, però també van assumir altres funcions: fundar noves colònies incloses dins un mateix codi jurídic. Cada any, al mes de març, se celebraven les Festes llatines per commemorar l'aliança.
El nombre de ciutats pertanyents a la lliga va variar fins a arribar a 30. Amb el temps, Roma es va expandir i la seva hegemonia amenaçava la independència de la resta de ciutats de la lliga, motiu pel qual el trencament va ser inevitable.

## Inicis
La coalició es va crear sota el lideratge d'Alba Longa per a la protecció mútua de les ciutats llatines envers els altres estats, principalment Etrúria. En un fragment incomplet d'una inscripció citada per Cató el Vell diu que en un moment determinat eren membres d'aquesta lliga: Tusculum, Arícia, Lavinium, Cora, Tibur, Pometia i Ardea.
Durant el regnat de Tarquini el Superb, els llatins van ser persuadits per accepptar el lideratge de Roma. Es va fer un nou tractat per fer-ho constar i es va acordar que les tropes de totes les ciutats llatines acudirien en suport de Roma, sempre que aquesta ciutat ho sol·licités.

## Evolució
La primitiva aliança entre Roma i la Confederació Llatina es va concertar en peu d'igualtat.
Alternativament nomenaven cada ciutat al general en cap, i era aquest el qui escollia el seu estat major (sis tribuns militars per cadascuna de les quatre divisions). El botí es distribuïa en parts iguals i també les terres. Les guarnicions establertes eren mixtes, les noves poblacions creades es poblaven també amb ciutadans romans més els d'altres ciutats llatines, i obtenien el seu assentament (i el vot) a l'assemblea federal.
Amb la República Romana el pacte federal va ser revisat cap al 493 aC (261 a.u.c.). Amb aquest nou tractat anomenat foedus Cassianum, Roma va assumir els assumptes de guerra i pau, i es va arrogar en exclusiva el dret a nomenar el comandant en cap de l'exèrcit confederal. Una part dels oficials del contingent llatí van passar a ser romans (els oficials llatins eren dotze praefecti sociorum, encarregats sis d'ells de l'ala dreta i sis de l'ala esquerra). Els contingents de cada ciutat llatina tenien el seu cap local, els dos decurions de les turmes (decuriones turmarum) i Prefectes de les Cohorts (praefecti cohortium). En aquesta etapa de la lliga, l'aliança va ser útil per repel·lir l'atac de pobles com els eques i els volscs, tribus procedents dels Apenins que van ser dissuadits d'ocupar la plana del Latiu per mitjà de les armes.
Progressivament les noves ciutats i colònies que van anar fundant-se, encara que dotades del dret llatí, eren poblades en la seva majoria per ciutadans romans, els quals eren lleials a la seva pàtria.
Els ciutadans llatins gaudien dels drets de ciutadania passiva (municeps) a Roma i en qualsevol altra ciutat de la confederació que no fos la seva. Per tant, i llevat de les magistratures, gaudien de tots els drets privats, i fins i tot participaven en alguns casos en el comicis tribunats (comitia tributa).
Un primer indici de descontentament es va donar el 389 aC quan algunes ciutats llatines es van unir als volscs per atacar els romans, però van ser derrotats pels romans dirigits pel dictador Marc Furi Camil a prop del Marcius Mons. Després d'això Roma va canviar la consideració de les noves ciutats fundades conjuntament amb els altres membres de la lliga, que van passar de ser municipis per a ser considerades colònies romanes, és a dir, exclusivament sota el govern de Roma i el dret romà.

## La guerra llatina
Els pobles de la Lliga Llatina enviaren el 340 aC una ambaixada al senat romà a demanar la formació d'una sola república entre Roma i el Latium, amb les dues parts al mateix nivell. Els romans havien estat lluitant al costat dels pobles del Latium i la Campània contra els samnites a la primera guerra samnita quan els romans es van retirar de la guerra. Amb el rebuig de Roma, va començar la guerra. Els ciutadans llatins de les ciutats aliades exigien els mateixos drets que els ciutadans romans, però la petició fou rebutjada el 341 aC i es van revoltar. Els llatins van continuar els combats al costat dels campanis, mentre Roma es va unir als samnites per atacar els llatins. Tit Manli Imperiós Torquat el 340 aC va triomfar en la batalla del Vesuvi i en la batalla de Trifanum però la revolta es va estendre. Els samnites, ara aliats romans, van destruir Sora i Fregellae, ciutats dels volscs, i van amenaçar Fabratèria. El 338 aC Gai Maeni va derrotar els llatins a Pèdum, que l'any anterior havia resistit el setge de Pèdum efectuat per Tiberi Emili Mamercí i va ocupar la ciutat, en la darrera acció rellevant de la guerra. La Lliga Llatina fou dissolta i algunes ciutats van perdre bona part del seu territori quan no la independència. L'antiga lliga políticomilitar va passar a ser una confederació de caràcter religiós, i es van concertar pactes independents entre Roma i cadascuna de les ciutats llatines.